# Medici vile i vrtovi
Medici vile i vrtovi u pokrajini Toskani upisani su na UNESCO-ov popis mjesta svjetske baštine u Europi 2013. god. kako bi se zaštitila ostavština obitelji Medici koji su kao najpoznatiji pokrovitelji renesansne umjetnosti utjecali na opću europsku kulturu.
Na popis je upisano dvanaest vila izgrađenih od 15. do 17. stoljeća, a koje predstavljaju inovativne sustave ruralne izgradnje u skladu s prirodom i posvećene ladanju, umjetnosti i znanju. Ove vile utjelovljuju novu vrstu vladarske rezidencije inovativnih oblika i funkcija koje su uvelike razlikuju od farmi bogatih Firentinaca iz istog razdoblja, te od vojnih utvrdbenih feudalnih dvoraca. One su prvi primjer povezanosti stambenih i vrtnih prostora s okolicom, što je postalo trajnom odlikom vladarskih rezidencija u cijeloj Italiji, ali i Europi. Njihovi vrtovi su neodvojivo spojeni s prirodnim okolišem što je dovelo do razvoja krajobraznih odlika humanizma i renesanse.

## Popis vila
| Slika | Ime                                           | Lokacija                       | Koordinate                                    | Odlike |
| ----- | --------------------------------------------- | ------------------------------ | --------------------------------------------- | --- |
|       | Villa di Cafaggiolo (175-001)                 | Barberino di Mugello (Mugello) | 43°34′31″N 11°10′27″E / 43.5753°N 11.17422°E  | Villa Medici at Cafaggiolo je izgrađena sredinom 14. stoljeća u dolini rijeke Sieve oko 25 km sjeverno od Firence i jedna je od najstarijih Medici vila. Obnovio ju je renesansni arhitekt Michelozzo 1452. god. i od tada je postala jedno od glavnih sastajališta taijanskih intelektualaca. |
|       | Villa del Trebbio (175-002)                   | San Piero a Sieve (Mugello)    | 43°57′12″N 11°17′12″E / 43.95333°N 11.28667°E | Villa del Trebbio je izgrađena sredinom 14. stoljeća u području odakle potječe obitelj Medici i pripadala je obitelji do 1738. god. Ona je možda prva Medici vila izgrađena izvan Firence, a smještena je na podnožju Apenina, na vrhu brda koje dominira raskršćem, od kojega joj i potječe ime - trivium (latinski za „raskršće”). |
|       | Villa di Careggi (175-003)                    | Firenca                        | 43°48′39″N 11°14′58″E / 43.81083°N 11.24944°E | Villa di Careggi je jedna od prvih Medici vila u Firenci (1417. – 1738.), a najpoznatija je po neoplatonskoj akademiji koju je ovdje osnovao Cosimo de' Medici, a koji je ovdje i preminuo 1464. god. Michelozzo ju je obnovio u duhu kaštela koji je imao srednjovjekovne lože iznad otvorenog vrta. |
|       | Villa Medici di Fiesole (175-004)             | Fiesole                        | 43°48′21″N 11°17′21″E / 43.80583°N 11.28917°E | Villa del Fiesole je četvrta najstarija vila Medicija, izgrađena od 1451. – 57. god. |
|       | Villa di Castello (175-005)                   | Firenca                        | 43°49′10″N 11°13′41″E / 43.81944°N 11.22806°E | Villu di Castello je kupio Lorenzo Veličanstveni 1477. god i dao obnoviti u renesansnom stilu. Naslijedio ju je Cosimo I. Medici koji je dao Vasariju da je proširi, dok joj je vrt uredio Niccolò Tribolo 1537. god. Njezin veličanstveni renesansni vrt s hidrauličnim sustavom kanala i terasastim vrtovima na brežuljku su trebali predstavljati moć novog vojvode Firence. Njen plan je utjecao čak i na plan New Yorka od 1660. god. U vili su izvorno stajale Botticellijeve slike Rođenje Venere i Alegorija proljeća, koje su sada u galeriji Uffizi. Danas je u njoj sjedište Accademia della Crusca, najstarije jezikoslovno društvo, osnovano 1583. god. |
|       | Villa di Poggio a Caiano (175-006)            | Poggio a Caiano                | 43°49′03″N 11°03′22″E / 43.81750°N 11.05611°E | Villa di Poggio a Caiano, također poznata kao Ambra, je izgrađena od 1470. – 1521. god. i jedna je od najpoznatijih vila obitelj Medici, danas muzej. naručio ju je Lorenzo de' Medici, a 1480-ih ju je uredio Giuliano da Sangallo tako da predstavlja više javnu, upravnu zgradu, nego privatni ladanjski dom. Tako vila ima sustav prekida između vanjskog i unutarnjeg prostora u obliku loža, te simetričnu raspodjelu prostora oko središnje dvorane, te dominantan položaj u krajoliku i mnoge klasične konstrukcijske elemente (bačvasti svod, te ulaz u obliku trijema jonskog hrama).                                                                      |
|       | Villa La Petraia (175-007)                    | Firenca                        | 43°49′8″N 11°14′11″E / 43.81889°N 11.23639°E  | Villa La Petraia je izgrađena 1364. god. u četvrti Castello, na brdu s kojega se pruža, po nekima, najbolji pogled na Firencu. Izvorno ju je posjedovala obitelj Brunelleschi, a Cosimo I. Medici ju je otkupio 1544. god. i poklonio svom sinu kardinalu Ferdinandu I. de' Medici 1568. god., koji ju je preuredio u „gospodsku utvrdu dostojnu jednog kraljevića”. Tijekom vladavine obitelji Savoy, vilu je posjedovao i uredio Viktor Emanuel II. |
|       | Palača Pitti u Firenci i vrt Boboli (175-008) | Firenca                        | 43°45′55″N 11°15′00″E / 43.76528°N 11.25000°E | Palača Pitti u Firenci je palača s izrazitim obilježjima firentinske renesanse i čuvena galerija slika u Firenci. Dao ju je podići trgovac Luca Pitti (1394. – 1472.) i građena je u drugoj polovici 15. st. Poslije palača prelazi u vlasništvo obitelji Medici i do 1859. bila je rezidencija toskanskih velikih vojvoda. Danas je u njoj smješten muzej Galleria Pitti ili Galleria Palatina, s oko 5000 slika, većinom iz 16. i 17. st. Pored Palatine, tu se još nalaze: Kraljevske odaje, Galerija moderne umjetnosti, Muzej srebrnine, Muzej porculana, Galerija kostima i Muzej kočija. Te iza palače prekrasni Boboli vrtovi.                               |
|       | Villa di Cerreto Guidi (175-009)              | Cerreto Guidi                  | 43°45′31″N 10°52′45″E / 43.75861°N 10.87917°E | Villa di Cerreto Guidi je izgrađena u Cerreto Guidi četvrti Firence 1555. god. i pripadala je obitelji do 1738. god. Ona je jedna od rijetkih Medici vila koja je konstantno otvorena kao muzej, te od 2002. god. je u njoj smješten Povijesni muzej lova i šumarstva. |
|       | Palazzo di Seravezza (175-010)                | Seravezza (Lucca)              | 43°59′37″N 10°13′53″E / 43.99361°N 10.23139°E | Palazzo mediceo di Seravezza je izgrađena 1560. god. u podnožju Alpa, na ušću rijeka Serra i Vezza, i pripadala je obitelji do 1738. god. Pored javne knjižnice, nazvane po spisatelju Sirio Giannini (koji je rođen u ovom mjestu), u njoj se nalazi i Muzej narodne umjetnosti Versilije, te pripadajuće štale u kojima se održavaju prigodne izložbe. |
|       | Giardino di Pratolino (175-011)               | Vaglia                         | 43°51′37″N 11°18′16″E / 43.86028°N 11.30444°E | Villu di Pratolino iz 1568. god. je izvorno posjedovala obitelj Medici, ali je ona srušena 1822. god. i na njezinom mjestu je podignuta Vila Demidoff, obitelji ruskog podrijetla koja ju je koristila kao ladanjski dom. No, izvorni park Giardino di Pratolino je, iako promijenjen kroz stoljeća, sačuvan kao jedan od najvećih u Toskani i jedan od najvažnijih manirističkih parkova. |
|       | Villa La Màgia (175-012)                      | Quarrata                       | 43°51′06″N 10°58′22″E / 43.85167°N 10.97278°E | Villa La Màgia iz 14. st. je izvorno pripadala obitelji Panciatichi iz Pistoije i s obzirom na njezin položaj ovdje se 1536. god. održao povijesni sastanak vojvode Alessandra de' Medicija i cara Karla V. God. 1583., otkupila ju je obitelj Medici koji su sljedeće godine dali da ju obnovi dvorski arhitekt Bernardo Buontalenti. Vila je skromnih dimenzija i jednostavnog kvadratičnog oblika s unutarnjom ložom i popločanim dvorištem, ali s velikim jezerom i vrtom na jednoj strani. |
|       | Villa di Artimino (175-013)                   | Carmignano (Prato)             | 43°46′55″N 11°02′39″E / 43.78194°N 11.04417°E | Villa di Artimino, poznata i kao La Ferdinanda ili „Vila stotinu dimnjaka” se nalazi na brdu nasuprot malenog srednjovjekovnog sela Artimina u općini Carmignano. Vilu je 1596. god. izgradio Bernardo Buontalenti na zahtjev vojvode Ferdinanda I. de' Medicija tijekom jednog od njegovih redovitih lovačkih pohoda na Monte Albano. Ona predstavlja najzrelije djelo ovog arhitekta i vrhunac Medici vila, a najpoznatija odlika su joj brojni dimnjaci od mnogih kamina unutra. Danas se u njoj održavaju konferencije, godišnjice i drugi posebni događaji, dok se u podrumu nalazi Općinski arheološki muzej.                                                  |

### Ostale vile
Ostale vile koje su pripadale obitelji Medici, a nisu na popisu zaštićenih spomenika UNESCO-a:
1. Villa di Mezzomonte (1480. – 1482., 1629. – 1644.)
2. Villa La Quiete (1453. – 1650.)
3. Villa di Collesalvetti (1464. – 1738.)
4. Villa di Agnano (1486. – 1498.)
5. Villa di Camugliano (oko 1530. – 1615.)
6. Villa di Arena Metato (oko 1563. – 1738.)
7. Villa di Spedaletto (1486. – 1492.)
8. Villa di Stabbia (1548. – 1738.)
9. Villa della Topaia (oko 1550. – 1738.)
10. Villa di Seravezza (1560. – 1738.)
11. Villa di Marignolle (1560. – 1621.)
12. Villa di Lappeggi (1569. – 1738.)
13. Villa dell'Ambrogiana (1574. – 1738.)
14. Villa La Magia (1583. – 1738.)
15. Villa di Lilliano (1584. – 1738.)
16. Villa di Coltano (1586. – 1738.)
17. Villa di Coltano (oko 1595. – 1738.)
18. Villa di Montevettolini (oko 1595. – 1738.)
19. Villa di Artimino (1596. – 1738.)
20. Villa di Buti (?)

## Vanjske poveznice
- Službene stranice Medici vila  Arhivirana inačica izvorne stranice od 17. lipnja 2008. (Wayback Machine) (tal.)